# Pedro Mom
Pedro Mom (París, 19 de octubre de 1787 - Buenos Aires, 30 de marzo de 1869) fue un marino francés que tuvo una destacada participación en las luchas por la Independencia Argentina y en los primeros enfrentamientos internos de esa nación.

## Biografía
Pedro Mom nació en París, Francia, el 19 de octubre de 1787, hijo del marino belga Pedro Mom.
Se educó en Bruselas, Bélgica, y se convirtió en marino. Habiendo arribado a Buenos Aires se asentó en la ciudad ofreciendo sus servicios a la naciente revolución.
Embarcado como condestable a bordo de la goleta Invencible participó del combate de San Nicolás del 2 de marzo de 1811 cayendo prisionero de los realistas.
Fue conducido a Montevideo y destinado con otros prisioneros a trabajos forzados en obras públicas, hasta que consiguió fugarse con otro de los marinos capturados, Ángel Hubac, con quien se dedicó al corso en el Río de la Plata con una chalupa llamada Ladrona.
Bajo el mando de Hubac pronto capturaron a la goleta corsaria Paz con varios barcos mercantes.

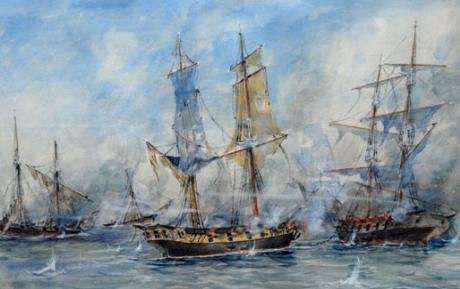
Combate de San Nicolás.

Durante la última fase de la Campaña Naval de 1814 a bordo de la corbeta Halcón, a las órdenes de Juan Handel, tomó parte en diversos combates frente a Montevideo, incluyendo el Combate naval del Buceo del 17 de mayo en que actuó como reserva y en persecución del queche Hiena. Tras la rendición de la plaza recibió la medalla con el lema La Patria a los libertadores de Montevideo.
El 2 de marzo de 1815 recibió de Guillermo Brown el mando de la sumaca Gálvez tomado a la escuadrilla española de Jacinto de Romarate, con la que una vez rearmada con 2 cañones de a 8, 8 de a 6 y 4 esmeriles continuó operando contra las fuerzas enemigas de Buenos Aires en el litoral.
Al comando del falucho San Martín intervino noviembre y diciembre de 1815 en la expedición de Juan José Viamonte sobre la provincia de Santa Fe.
Con el grado de teniente se hizo cargo nuevamente del mando del San Martín y recibió del coronel Matías de Irigoyen el mando de la flotilla destinada a operar en los riachos de acceso a la ciudad. 
El 26 de julio de 1816 el San Martín subió por el arroyo Negro, cercano a la boca del río Colastiné, llevando a bordo a Irigoyen. El 24 de julio el San Martín y una cañonera fueron sorprendidos por una bajante de las aguas, quedando varados en la boca de un arroyo, donde fueron atacados por lanchas armadas al mando de Estanislao López que respondía al gobernador Mariano Vera. Imposibilitado de maniobrar por la estrechez del canal fue apresado con sus tripulantes y pasaje, los que fueron liberados en diciembre de 1816 tras el armisticio entre ambas provincias. Vera comunicó a Díaz Vélez:

Son en mi poder el general Matías Irigoyen, Juan Francisco Tarragona, Jorge Zemborain, Pedro Mom, Leonardo Rosales y Carlos Robinson, el comandante del Rosario, sargento mayor Buchardo, Antonio Badal y noventa y tantos soldados, y como estoy cerciorado que algunos paisanos y un solo oficial que tiene usted son tratados con la mayor violencia, Prevengo a V.S. que a no anular su comportación, serán estos afligidos con todo el rigor a que da mérito el horroroso comportamiento de V.S. con los míos (...)

Al mando del bergantín Aránzazu participó a fines de 1817 de la expedición al mando del coronel Luciano Montes de Oca contra la provincia de Entre Ríos.
Integró luego la tripulación del bergantín corsario Atrevido del Sur, al mando de Handel, el cual a la altura de Punta Piedras debió rendirse a dos buques portugueses que lo detuvieron sospechando que la nave llevaba patente de Gervasio Artigas y lo condujeron al Montevideo ocupado, siendo muy maltratado durante su cautiverio.
Tras ser liberado volvió al mando de la sumaca Gálvez y el 22 de octubre de 1819 fue promovido a capitán graduado. Por decreto del 2 de agosto de 1820 se hizo cargo de con carácter interino de la delegación del puerto de Las Conchas.
Con su goleta Mosca estableció un servicio regular entre Buenos Aires y Montevideo. Fue propietario también de la goleta correo Unión, que vendió al gobierno el 11 de septiembre de 1826 en 7.000 pesos al contado. También estableció un almacén naval frente a la Aduana de Buenos Aires. Murió en esta ciudad el 30 de marzo de 1869. Estaba casado con Juana María del Corazón de Jesús Pelliza Molina (1797- † 1837), hija de Luis Antonio Pelliza Acasuso y María de la Encarnación Molina Toledo, con quien tuvo numerosos hijos: Policarpo (1830- † 1923), Juana , Isidro Armando, Luis Alberto, Encarnación, Dolores, Enrique, Isidora y Ramón Mom Pelliza.